# Sarcofago di Adelfia
Il sarcofago di Adelfia è un sarcofago in marmo di età costantiniana, rinvenuto il 12 giugno 1872 nella catacombe di San Giovanni a Siracusa durante la campagna di scavi diretta da Francesco Saverio Cavallari, con lo scopo di accertare l'epoca delle catacombe presenti. È composto da una cassa principale sormontata da un coperchio di dimensioni inferiori (20 x 200 x 81 cm). Il sarcofago è attualmente conservato al Museo Paolo Orsi di Siracusa. Rappresenta uno dei più importanti esempi, col sarcofago di Giunio Basso, di scultura a soggetto cristiano nell'epoca costantiniana.

## Il sarcofago
Il nome del sarcofago deriva dall'ipotesi che sia stato utilizzato per la sepoltura della nobildonna romana  Adelfia, moglie del comes Balerius (Valerius): il medaglione centrale rappresenterebbe un ritratto della coppia, menzionata al centro del coperchio da un'epigrafe disposta su tre linee su sfondo rosso:
(H)IC ADELFIA C(LARISSIMA) F(EMINA)
POSITA CONPAR
BALERI COMITIS
Qui è deposta Adelfia, famosissima donna, moglie del conte Valerio.
Il sarcofago presenta tredici decorazioni di iconografia cristiana disposte su doppio registro sulla cassa: di queste, la maggioranza (otto) sono tratte dal Nuovo Testamento mentre le rimanenti sono citazioni del Vecchio Testamento.

## L'identificazione di Adelfia e Valerio

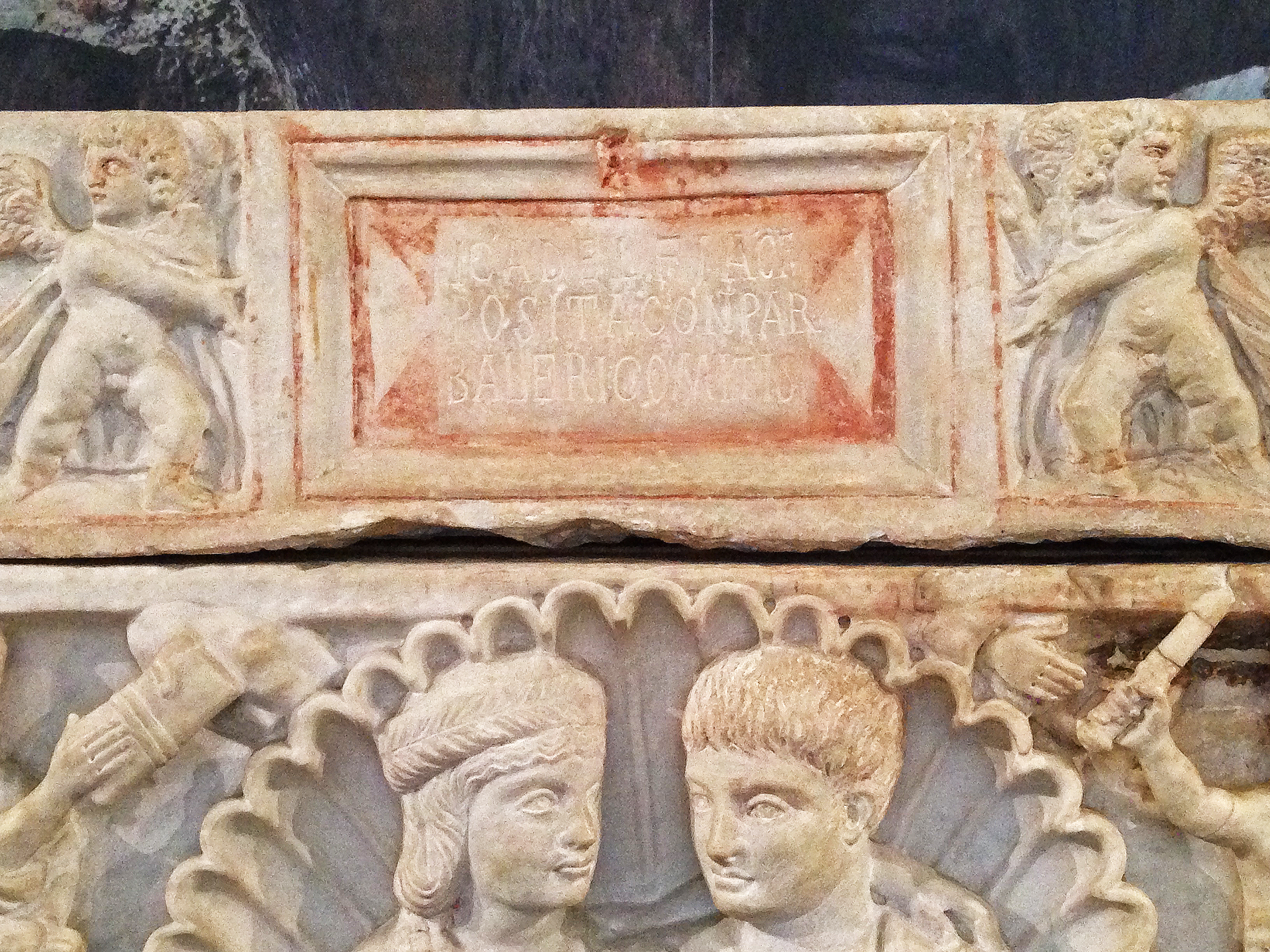
Dettaglio della scritta

Secondo quanto si apprende dal primo resoconto sugli scavi e dalle fonti, il ritrovamento del sarcofago suscitò un certo stupore, non per la presenza dei resti di un solo defunto espressamente dichiarato dall'epigrafe, ma per la disposizione della salma, non consona ad un monumento funerario così ricco di iconografie. Inoltre non si spiegherebbe il doppio ritratto per una sepoltura unica e le incertezze tipografiche. Questo, assieme alle differenti misure del coperchio, portò ad un dibattito sulla datazione dell'opera, sull'identificazione di Adelfia e Valerio come coppia effettivamente vissuta nel IV secolo e sull'integrità del sarcofago attraverso i secoli. Mentre poco si conosce di Adelfia, recenti studi hanno identificato il comes Baleri con Valerio, amico di Sant'Agostino e citato dallo stesso nell'introduzione del De nuptiis et concupiscentiâ (o Le nozze e la concupiscenza), scritto nel 419. Tale tesi è basata sull'integrità religiosa del conte Valerio, sulla cronologia in riferimento alle modifiche strutturali della zona in cui il sarcofago è stato ritrovato e sulla possibilità di aver riutilizzato due pezzi, la cassa e il coperchio, di diversa provenienza.

## Le decorazioni
Tutte le didascalie devono essere lette da sinistra a destra. 
| |                     | |
| Mosè fa scaturire l'acqua dalla roccia; Mosè sostenuto dai compagni mentre prega per Israele; Maria e le pie donne     | Iscrizione          | i tre Magi che osservano la stella; il bue e l'asinello davanti a Gesù nella mangiatoia; un pastore e Maria.                           |
| |                     | |
| sacrifici di Caino e Abele - Scena di San Pietro e il gallo - Guarigione dell'Emorroissa - Consegna della Legge a Mosé | Coppia di sposi     | Sacrificio di Abramo - Guarigione del cieco nato - Moltiplicazione dei pani e dei pesci - Resurrezione del figlio della vedova di Naim |
| |                     | |
| Nabucodonoosor sogna la statua e e i tre giovani ebrei di Babilonia - Miracolo delle Nozze di Cana                     | Adorazione dei Magi | Peccato di Adamo ed Eva - Ingresso di Cristo a Gerusalemme                                                                             |